# Пеницилл Райстрика
Пеници́лл (пеници́ллий) Ра́йстрика (лат. Penicíllium raistríckii) — вид несовершенных грибов (телеоморфная стадия неизвестна), относящийся к роду Пеницилл (Penicillium).

## Описание
Колонии на агаре Чапека быстрорастущие, бархатистые, голубовато-зелёные, серо-зелёные, затем коричневые. Реверс неокрашенный. Образует обильные склероции. На CYA колонии бархатистые до шерстистых, достигают диаметра 3,5—4,5 за 7 дней, с белым, иногда желтоватым мицелием. Образует обильные склероции. Спороношение часто необильное, реже среднеобильное, в грязно-зеленоватых тонах. Обычно имеется бесцветный экссудат. Реверс бледный до коричневатого. На агаре с солодовым экстрактом (MEA) колонии бархатистые до шерстистых, нередко с красно-коричневым экссудатом, со светлым до коричневатого реверсом.
Склероции жёсткие, многочисленные, белые, бежевые, реже коричневые, 150—200 мкм в диаметре.
Конидиеносцы двухъярусные, иногда с дополнительной веточкой, 300—500 мкм длиной, шероховатые, с расходящимися элементами. Метулы в мутовках по 3—5, вздутые на верхушке до булавовидных, 12—15 мкм длиной. Фиалиды игловидно-фляговидные, внезапно суженные в шейку, 7—9 мкм длиной. Конидии шаровидные до почти шаровидных, гладкостенные, 2—3 мкм в диаметре, в длинных колонках.

### Отличия от близких видов
Определяется по быстрорастущим колониям с длинными конидиеносцами, метулы которых вздуты на верхушке. Почти все штаммы образуют обильные склероции.
Penicillium simile отличается более обильным вегетативным мицелием на CYA, образующим складчатые колонии, наличием вторичного роста стерильных гиф в центре колоний на MEA, менее шероховатыми конидиеносцами, несущими часто трехъярусные кисточки с более короткими метулами и фиалидами и более крупными конидиями.

## Экология и значение
Почвенный гриб, широко распространённый в бореальных и приполярных регионах, нередко выделяется из горных почв.
Продуцент антибиотика гризеофульвина.

## Таксономия
Вид назван по имени британского биохимика Харольда Райстрика (1890—1971), инициатора в 1922 году исследований вторичных метаболитов грибов.
Penicillium raistrickii G.Sm., Trans. Brit. Myc. Soc. 18 (1): 90 (1933).

### Синонимы
- Penicillium castellae Quintan., 1982